# Stadler Tango
Stadler Tango − niskopodłogowe tramwaje produkcji szwajcarskiego producenta Stadler.

## Konstrukcja
Tramwaje Tango są pojazdami w całości wysokopodłogowymi lub w 100% niskopodłogowymi, jednokierunkowymi lub dwukierunkowymi.

## Produkowane odmiany

### Bazylea
Tramwaje Tango dla Bazylei są jednostronne i jednokierunkowe o długości 45 m. Tramwaje produkowane są w wersji 6 członowej z czego człony 2 i 5 są krótkie, a pozostałe są dłuższe. Pod członem 1, między 3 i 4 oraz pod 6 znajdują się wózki napędne. W każdym wózku napędnym zastosowano dwa silniki o mocy 125 kW każdy. Pod członami 2 i 5 znajdują się wózki toczne. Część wysokopodłogowa znajduje się nad wózkami napędnymi. Pojemność tramwaju wynosi 276 pasażerów z czego 182 na miejscach siedzących. Miejsca siedzące ułożono w układzie 2+1. Prędkość maksymalna wynosi 80 km/h.

### Genewa
Tramwaje Tango produkowane dla Genewy są dwukierunkowe o długości 44 m i wadze 57 ton. Pojemność tramwajów wynosi 261 pasażerów w tym 88 na miejscach siedzących. Prędkość maksymalna tramwaju wynosi 70 km/h. Rozmieszczenie członów i silników są podobne do tych w tramwajach dla Bazylei.

### Bochum

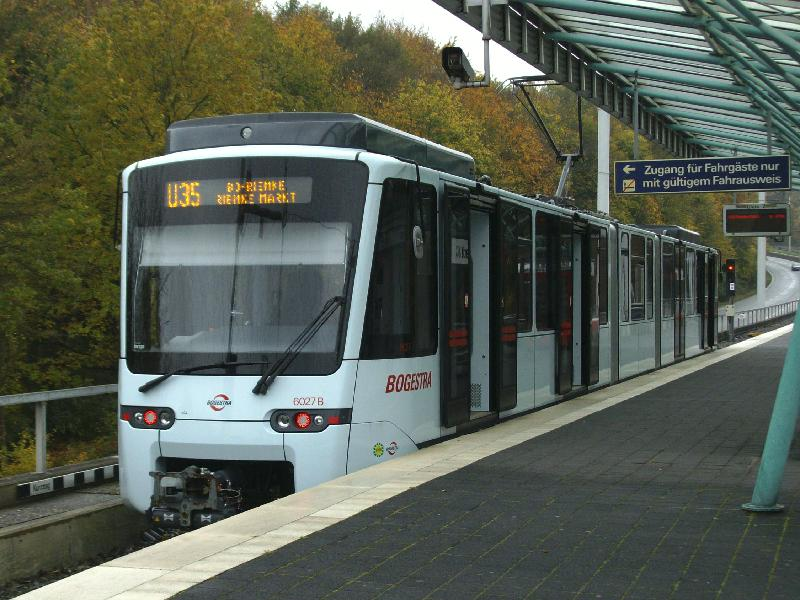
Tramwaj Stadler Tango w Bochum

Pojazdy Tango dla niemieckiego miasta Bochum. Tango dla Bochum jest trzyczłonowe i w całości wysokopodłogowe o długości 28,2 m. Zostały one zakupione dla obsługi linii U35.

### Forch

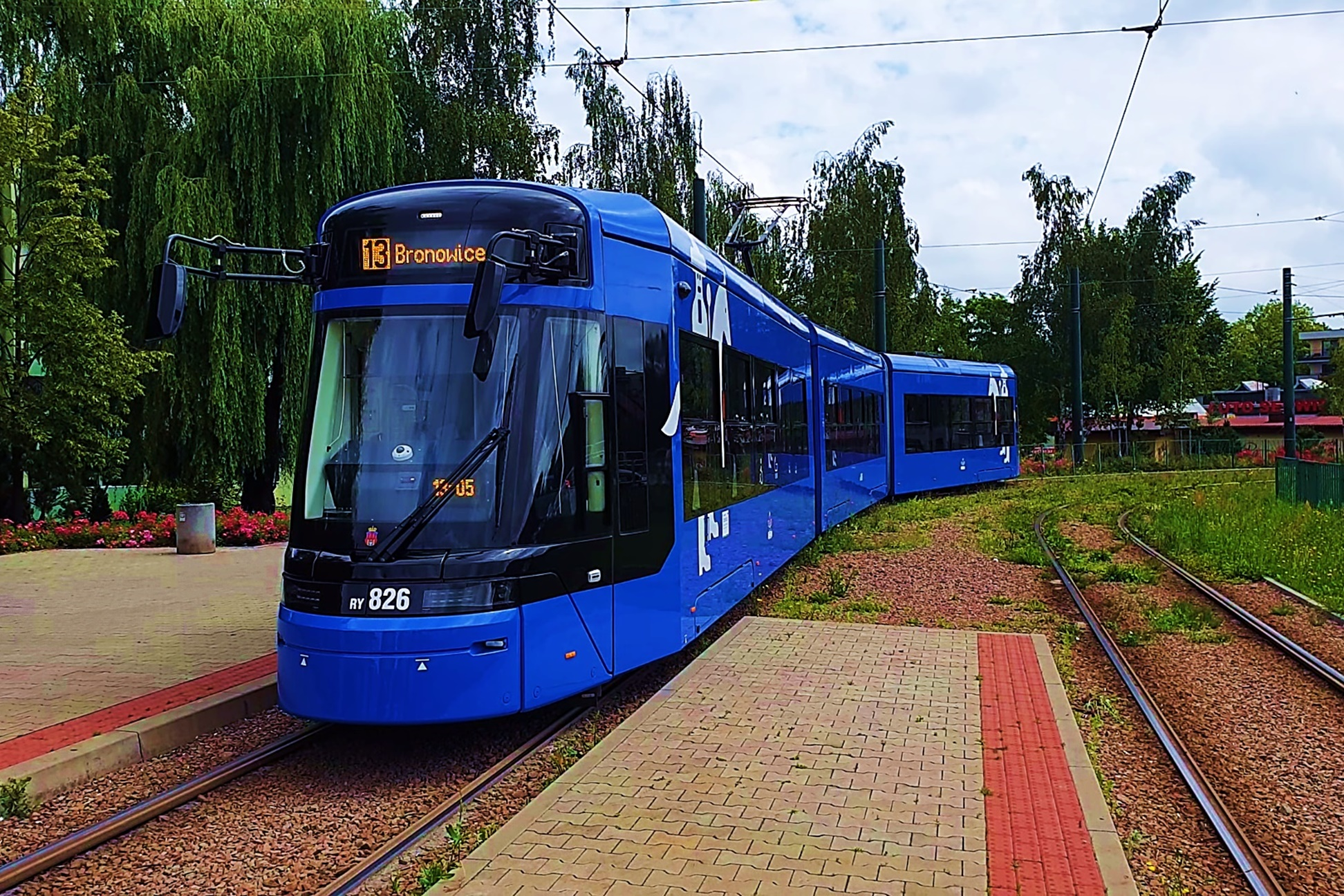
Stadler Tango Kraków Lajkonik na pętli Nowy Bieżanów w Krakowie

Pojazdy dla Forch są czteroczłonowe oraz częściowo niskopodłogowe. Poruszają się po torach o szerokości 1000 mm. Zostały zakupione do obsługi wąskotorowej linii kolejowej Forchbahn łączącej Zurych Stadelhofen – Esslingen.

### Kraków
Dla Krakowa Stadler przygotował wagony w wersji Tango Kraków "Lajkonik", pojazdy te są niskopodłogowe, trzyczłonowe i jednokierunkowe, ich długość wynosi 33,4 metra. Debiut "Lajkoników" na krakowskich liniach miał miejsce 18 czerwca 2020. 19 sierpnia 2021, do zajezdni tramwajowej Podgórze, dotarł ostatni z zamówionych 50 wagonów. 
29 kwietnia 2020 podpisano kolejną umowę ramową na dostawę tym razem 60 tramwajów „Lajkonik II” wraz z umowami wykonawczymi na pierwsze 35 tramwajów. 4 listopada podpisano umowę wykonawczą na pozostałe 25 tramwajów i tym samym łączna liczba zamówionych przez Kraków tramwajów Tango wyniosła 110 sztuk. 18 października 2023 dostarczono ostatni (110.) tramwaj.

### Lyon

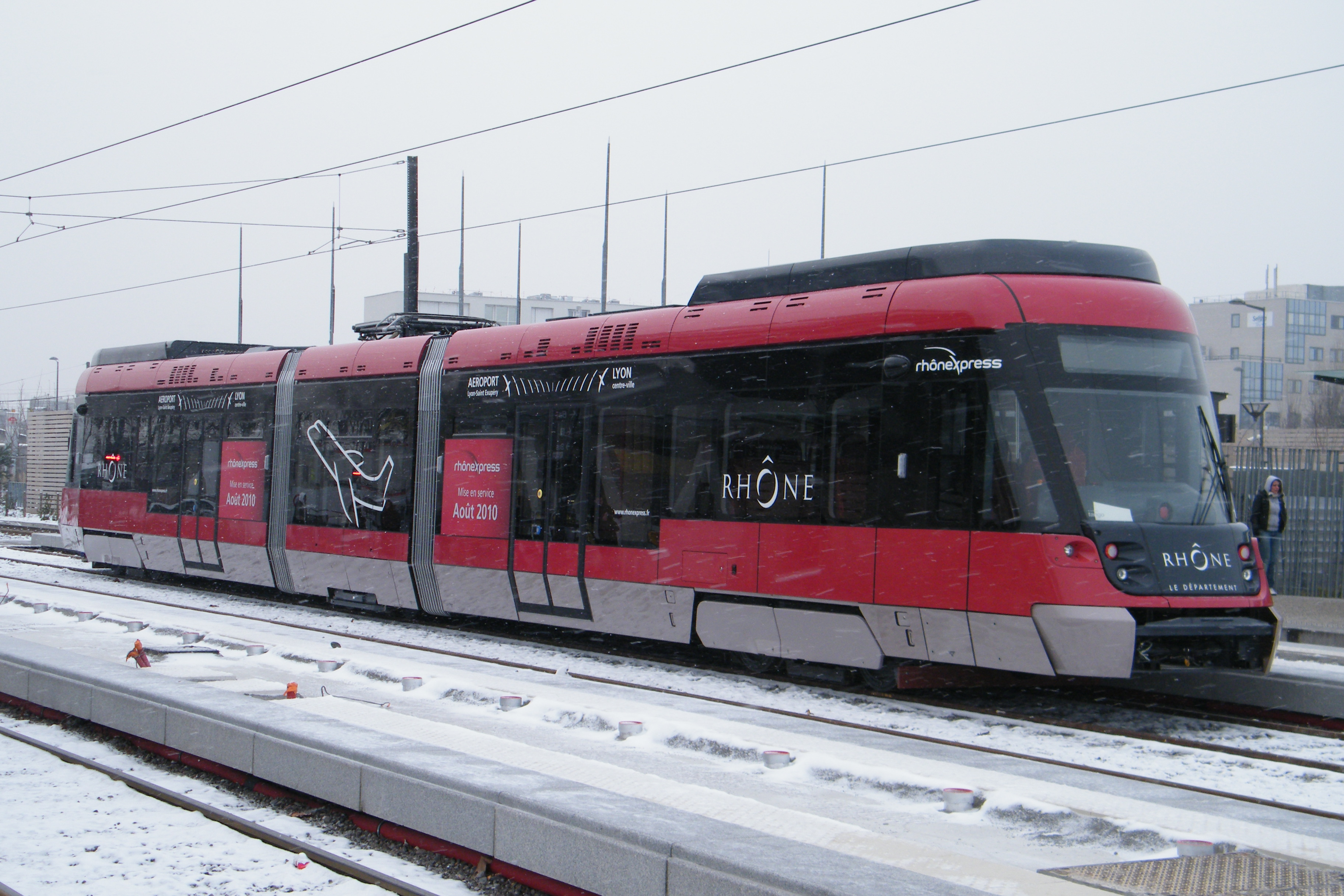
Tramwaj Tango dla Lyonu

Pojazdy Tango dla Lyon są trzyczłonowe, dwukierunkowe o długości 27 m w 70% niskopodłogowe. Pojazdy zostały zakupione do obsługi linii  łączącej Lyon Part-Dieu z  Saint Exupéry airport. Maksymalna prędkość pojazdu wynosi 100 km/h.

### Stuttgart
Tramwaje Tango dla Stuttgartu będą w dwukierunkowe, w całości wysokopodłogowe o długości 38,6 m i szerokości 2,7 m.

### Sankt Gallen−Trogen
Pociągi Tango dla wąskotorowej linii kolejowej Trogenerbahn łączącej St. Gallen z Trogen zamówiono 5 trzyczłonowych, częściowo niskopodłogowych i dwukierunkowych zespołów trakcyjnych o długości 37 m. Maksymalna prędkość pociągów wynosi 80 km/h.

## Eksploatacja

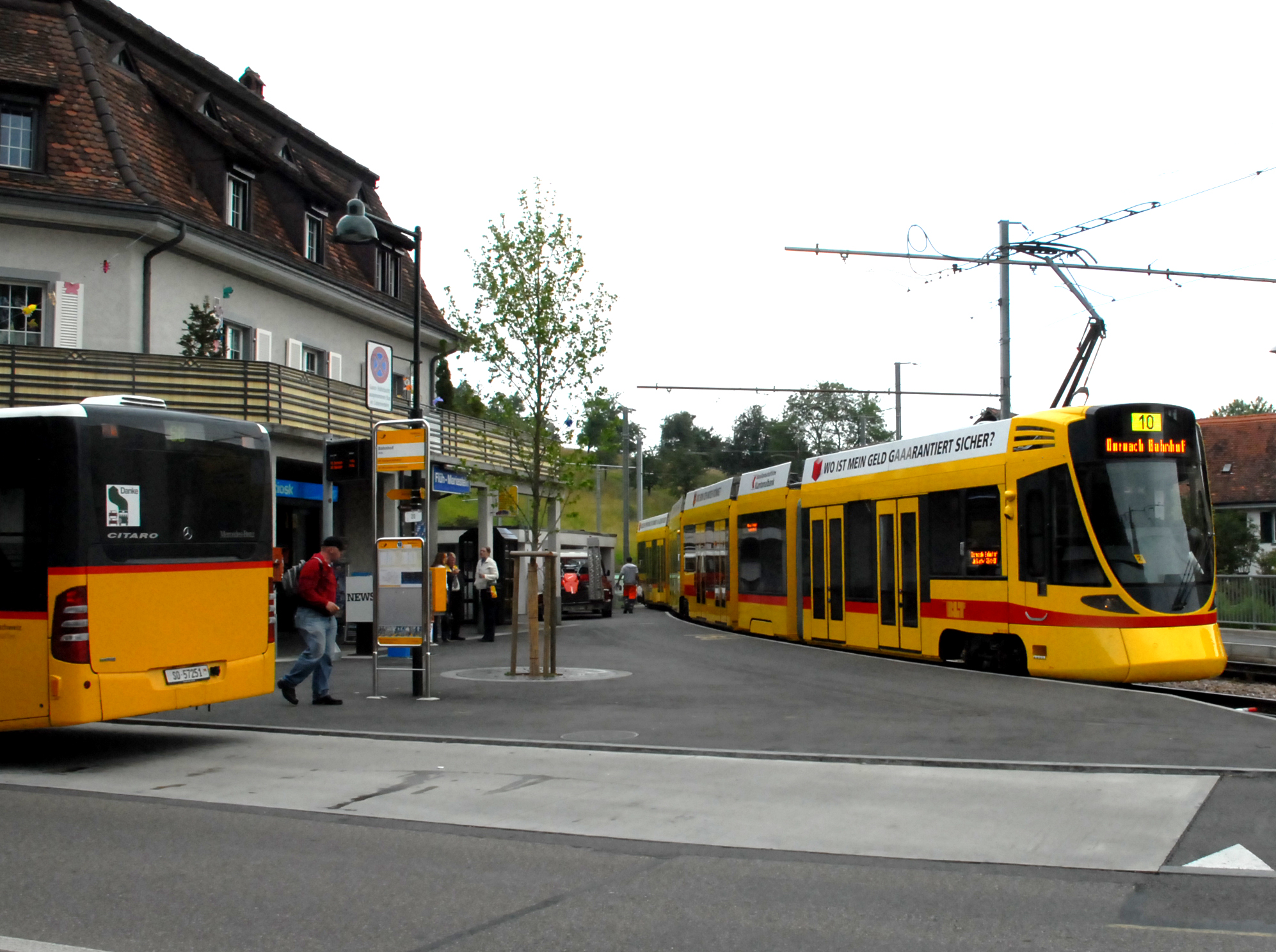
Tramwaj Tango należący do BLT na przystanku Flüh

### Szwajcaria
Pierwszym miastem szwajcarskim które zamówiło tramwaje Tango była Bazylea, która w 2006 zamówiła 60 tramwajów Tango z czego do Baselland Transport AG (BLT) trafiło 20 tramwajów, a pozostałe 40 do Basler Verkehrs-Betriebe (BVB). Pierwszy tramwaj do Bazylei trafił w 2008. Natomiast dostawy mają się zakończyć w 2014. Kolejnym miastem które kupiło tramwaje Tango jest Genewa, która w styczniu 2010 zamówiła 32 tramwaje. Pierwszy z nich do Genewy miał trafić w kwietniu 2011. Łącznie w Szwajcarii 4 miasta eksploatują tramwaje bądź pociągi Tango:
| Miasto     | Lata dostaw | Liczba, szt. |
| ---------- | ----------- | ------------ |
| Bazylea    | od 2008     | 60           |
| Genewa     | 2011        | 32           |
| Forch      | 2004 i 2008 | 13           |
| St. Gallen | 2004 i 2008 | 5            |

### Niemcy
| Miasto    | Lata dostaw | Liczba, szt. |
| --------- | ----------- | ------------ |
| Bochum    | 2007        | 6            |
| Stuttgart | ?           | 20           |

### Francja
| Miasto | Lata dostaw | Liczba, szt. |
| ------ | ----------- | ------------ |
| Lyon   | 2009–2010   |              |

### Polska
| Miasto | Lata dostaw | Liczba, szt. |                         |
| ------ | ----------- | ------------ | ----------------------- |
| Kraków | 2019 - 2023 | 110          | [ 6 ] [ 7 ] [ 8 ] [ 9 ] |